# 劉毅 (後漢)
劉 毅（りゅう き、生没年不詳）は、後漢の皇族・文人・歴史家。

## 経歴
北海敬王劉睦（斉武王劉縯の子の北海靖王劉興の子）の子として生まれた。若くして文章と弁舌の才能で知られた。72年（建初2年）に平望侯に封じられたが、永元年間に罪に問われて爵位を剥奪された。114年（元初元年）、劉毅は「漢徳論」と「憲論」合わせて12篇を上書した。このとき劉珍・鄧耽・尹兌・馬融らがともに上書してその文章の美しさを讃え、安帝も喜んで銭3万を賜った。劉毅は議郎に任じられた。118年（元初5年）、太后の鄧綏の徳政を讃えて、早く史書に記録するよう求める上書をおこなうと、安帝もこれを聞き入れた。永寧年間、劉毅と従弟の臨邑侯劉騊駼は東観に入って、謁者僕射の劉珍らとともに『中興以下名臣列士伝』を著述し、これは後の『東観漢記』に結実した。

## 伝記資料
- 『後漢書』巻80上 列伝第70上